# 近衛秀麿
近衛 秀麿（このえ ひでまろ、旧字体：近󠄁衞 秀麿󠄁、1898年〈明治31年〉11月18日 - 1973年〈昭和48年〉6月2日）は、日本の指揮者・作曲家。正三位勲三等。子爵。政治家。貴族院議員。
日本のオーケストラにおけるパイオニア的存在であり、「おやかた」という愛称で親しまれていた。評価がなされない時期もあったが、2006年には初めて近衞に関するまとまった本が出版されるなど、再評価の動きも徐々に出てきている。

## 人物・来歴

### 誕生～新響
1898年11月18日、公爵近衛篤麿の次男として、東京市麹町区（現在の千代田区）に生まれる。異母兄に近衛文麿（政治家・元内閣総理大臣）、実弟に近衛直麿（雅楽研究者）、水谷川忠麿（春日大社宮司）がいる。
近衛家は五摂家筆頭の家柄で、また皇室内で雅楽を統括する家柄でもあった。音楽は文麿の影響で興味を持つようになった。学習院時代に犬養健らと親しくなり、1913年頃には東京音楽学校の分教場、次いで上野の本校によく遊びに出かけていたと言われている。一時期飛行機に熱中した時期もあったが、やがて本格的に音楽の道を志すようになり、飛行機の趣味を断つ証としてヴァイオリンを正式に勉強することを許された。
1915年からは、牛山充の紹介で、ドイツでの作曲留学から帰国したばかりの山田耕筰に作曲を学ぶようになった。一方で、東京音楽学校にあった交響曲を片っ端から写譜するなどオーケストラへの興味を強めていった。
1920年、瀬戸口藤吉が主宰していたアマチュアオーケストラを瀬戸口の代演で指揮し、指揮者デビューを果たしたが首尾よくは行かなかったようである。学習院初等科、学習院中・高等科を経て、東京帝国大学文学部に入学するが中退した。
1923年、秀麿はヨーロッパに渡り、ベルリンで指揮をエーリヒ・クライバーらに、作曲をマックス・フォン・シリングス（フルトヴェングラーの師）、ゲオルク・シューマンに学び、パリで作曲をダンディらに師事する。
ヨーロッパ滞在中の1924年1月18日に、かつて山田がそうしたように秀麿も自腹でベルリン・フィルハーモニー管弦楽団を雇い、ヨーロッパでの指揮者デビューを果たした。また、ドイツのインフレと著しいマルク安にも助けられて、おびただしい数のオーケストラ用の楽譜を買い込み、同年9月に帰国。
1925年には山田耕筰と協力し、日本交響楽協会を設立。定期演奏会や、ハルビン在住の楽士を加えた「日露交歓交響管弦楽大演奏会」も成功させた。
「常設オーケストラの設立」という山田の夢を直接的にかなえる役割を果たした秀麿であったが、マネージャーの原善一郎が不明朗経理を糾弾された際、秀麿は原の味方にまわった。当時山田は体調を崩しており、秀麿と原が山田の代わりに会計に携わっていたが、その際に5,400円（当時）もの謎の使途不明金が出て、原がそれを山田に尋ねたところ逆に不明朗経理を糾弾され、さらに解任を言い渡された。
この問題に関しては、後に関東軍の情報担当にもなった策士の原が金銭を罠にして山田を釣ったという説があるが、山田が儲けの半分を独占し、残り半分を楽員全員で山分けすることに不満の楽員を秀麿と原が自派に引き入れて分裂に至らしめた、という説もあり真実は不明である。
秀麿支持派は44名に達し、この集団を以って「新交響楽団」と名乗り、秀麿が常任指揮者となり、放送が開始されたばかりのJOAKと契約することになった。その後、新響は日本交響楽団を経て、1951年にNHK交響楽団（N響）となった。

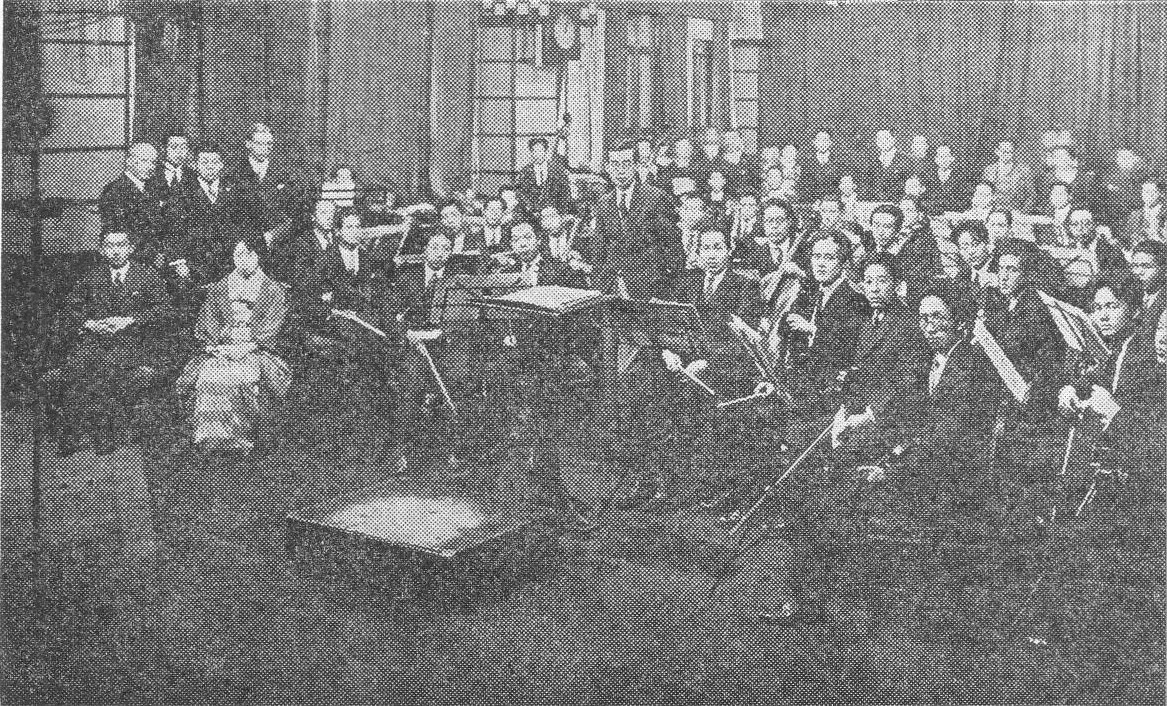
マーラーの交響曲第4番の世界初録音の様子（日本パーロフォンスタジオ、1930年3月）。指揮：近衛秀麿、演奏：新交響楽団。写真左に久邇宮朝融王および朝融王妃知子女王が着席している。

1927年2月20日に、新響は初めての定期演奏会を秀麿の指揮で開いた。以後約10年もの間近衞は新響とともに、日本に交響楽を根付かせる運動に奔走すこととなる。演奏会ではベートーヴェンやモーツァルトなどの古典派音楽に加え、マーラーや当時における現代音楽などをレパートリーとして演奏している。また、1930年にはマーラーの交響曲第4番を世界初録音している。
1930年秋からヨーロッパに単身演奏旅行に出かけた秀麿はフルトヴェングラーやブルーノ・ワルター、クライバーらが指揮するベルリン・フィルやライプツィヒ・ゲヴァントハウス管弦楽団などの演奏を聴き、日本と海外のレベルがあまり縮まっていないことを痛感したという。折りしも、国内でも「新響はさほどレベルアップしていない」という評価が多く占めたこともあり、帰国後、秀麿は大鉈を奮って人員刷新に取り組むことになった。
楽員サイドと「革新実行委員会」を作り、どの楽員をリストラすべきか検討したが難航した。そこで、手っ取り早く塵を払うべく、原の提案で、待遇改善をしつこく訴えたり原の行動に不満をぶちまけた楽員をリストラすることになり、結果17名（23名説もある）の楽員をリストラした。解雇された楽員は新響や原を一度は告訴するも、やがて音楽評論家堀内敬三が面倒をみることになり、堀内が愛用していたタイプライターの名前にちなんで「コロナ・オーケストラ」と名乗った。後年、「東京放送管弦楽団」と改称し、幾度のメンバー変遷などを経て現在もNHKで活動をしている。この一連のリストラ騒動を「コロナ事件」という。この一件の後、新響は新楽員を入れたが、その際秀麿の提案で4名の女性楽員を入れた。これが、学校付属のものなどを除けば、日本のオーケストラに女性が入った嚆矢である。
「コロナ事件」を経て、再び新響の活動も順調になったはずであったが、1935年7月13日、楽員一同が原の不明朗経理を糾弾し、同時に新響を法律上の組合組織に改組する旨宣言した。楽員側は宣言文にさりげなく秀麿の名前を入れたが、秀麿自身は寝耳に水の話であった。JOAKは秀麿と原の味方をし、評論家は二分、音楽ファンは楽員側を応援した。評論家は挙って音楽雑誌で論陣を張り、この問題を取り上げた。
秀麿は7月18日、新響を解消して新オーケストラを結成する宣言を出したものの、今回は楽員達がまったくついてこず、結局秀麿は新響を退団。原も追放された。一方で、新響もJOAKとの契約を一時解消され、8月13日には日比谷公園野外音楽堂で無指揮者演奏会を大成功に収め、8月末には契約も復活したが、秀麿の退陣で常任指揮者が不在となり、定期演奏会に出演する指揮者が度々変わった。この状態は1936年秋のヨーゼフ・ローゼンシュトック着任まで続くこととなる。

### 海外での活動

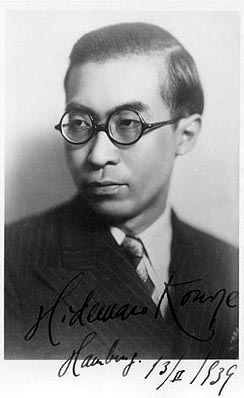
1939年

フリーの立場となった秀麿は中央交響楽団を短期間指揮したのち、1936年に新響と一応の和解を果たす。一時的に上海交響楽団などで活動した後、同年、首相広田弘毅によって音楽使節に任命され、再び海外に向かう。この件はレオポルド・ストコフスキーから秀麿に客演の要請があり、その流れで実現した話である。まずアメリカに向かい、ストコフスキーのほかユージン・オーマンディやアルトゥーロ・トスカニーニと面会、1936年11月にはヨーロッパへ移りBBC交響楽団やドレスデン、リガの歌劇場などに客演する。
1937年に入るとアメリカを経て一時帰国。日本とアメリカの幾度かの往復の後ヨーロッパに移動した。1938年に一時帰国し改めて親善大使に任ぜられたのち、再びアメリカ・ヨーロッパに向かった。NBC交響楽団の指揮者陣に加わったが、アメリカの対日感情悪化で話が流れ、即座にヨーロッパに移動。ヨーロッパでは有名無名問わず各国でおびただしい数のオーケストラを指揮した。第二次世界大戦勃発後も親交のあったユダヤ人を匿うなどをしたためドイツでの活動が1943年以降制限されたものの、華やかな演奏活動を繰り広げた。
- 1938年～1939年：ベルリン、ミュンヘン、デンマーク、スウェーデンなど
- 1940年：ミュンヘン、ベルリン、ウィーンなど
- 1941年：ヘルシンキ（この際、シベリウスと親交を結んだ。また大統領から「フィンランド白薔薇十字勲章大十字章」を授かった）。ハノーファーなど
- 1942年：ブレスラウ、ハンブルクなど
- 1943年：ベオグラード、ソフィア（ブルガリア国王ボリス3世の前で御前演奏を行い、勲章を授かった）、ミュンスター、クラクフ、ルヴフ、ワルシャワ、ブリュッセルなど
- 1944年：パリ、ベルギー
- 1945年4月、ドイツの敗戦によりライプツィヒでアメリカ軍に抑留され、アメリカ経由で同年12月6日にようやく帰国した[5]。その直後、秀麿の兄で元首相の文麿が自殺している。帰国前の1945年11月11日、戦時中に外交官が抑留されていたベッドフォード・スプリング・ホテルで、日本人の解放を祝う演奏会が開かれたが、その演奏者リストに名を連ねている[6]。

### 戦後～晩年

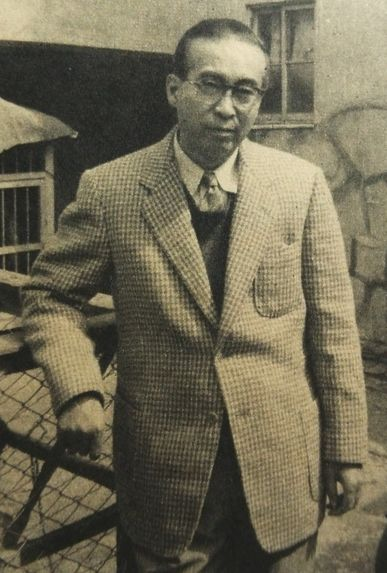
1956年

帰国した秀麿は、40代半ばにしてすでに日本の指揮者界の長老格となっていた。1946年からは、上田仁とともに東宝の肝いりで創設された東宝交響楽団（東響）の常任指揮者となる。東響では、上田が現代ものを、秀麿が古典派やロマン派の作品を指揮するよう役割が決められていた。
1948年より日本芸術院会員となった秀麿は、1949年、知り合いの楽員を集め、学校での音楽教室を主眼とする「エオリアン・クラブ」を結成した。1950年、東宝が東宝争議を経て東響を縁切りするにあたり、秀麿は東響を半ば追放同然のように去った。
エオリアン・クラブでの活動に本腰を置くようになった秀麿は、1952年、このクラブを発展させ、第一生命の後援を受け、近衞管弦楽団（近響）に改組する。アルバイト奏者として近響に短期間在籍したことのある岩城宏之によれば、秀麿邸はオーケストラがすっぽり入れるほど大きかったという。第一生命や、当時第一生命が主要株主であったラジオ東京の支援も大きく効いたが、第一生命が当局の指示により、のちに近響のスポンサーを降りた。
その後、秀麿は、当時日本フィルハーモニー交響楽団（日本フィル）の専属オーケストラ化を計画していた文化放送に対し、近響を日本フィルの中核にするよう申し入れるが、文化放送社長水野成夫の横槍もあり、結局秀麿だけが除け者にされる結果に終わった。
晩年には日本フィルとの関係も好転し、1969年から70年の音源と映像には現在でも接することが出来る。
次に秀麿は、近響の演奏会をCBC（中部日本放送）ともども支援してきたABC（朝日放送）に契約を持ちかけ、近響は1956年、ABC交響楽団（ABC響）に改組する。しかしながらABC響の活動は順調とは言えず、待遇面で不満を持ったヴォルフガング・シュタフォンハーゲンら主だった楽員が別のオーケストラ「インペリアル・フィルハーモニー」を結成したりもし、ABC響崩壊の危機の原因にもなった。
そういった中、1960年秋にはABC響のヨーロッパ演奏旅行が挙行され、秀麿も指揮者として渡欧することとなった。同時期には、かつて自分がトップに君臨していたN響も世界一周旅行を計画しており、秀麿はN響の指揮者陣が若手メインで構成されていたことを危惧し「あれが日本のトップ団体と思われては困る」という趣旨の発言をするなど余裕すら見せていたが、ABC響の演奏旅行はプロモーターに逃げられたり、そのために資金が底をつき楽員の一部がローマで立ち往生し（大使館のあっせんでオリンピック選手村跡地の施設に宿泊）、年を越して帰国するなど、大成功のN響とは裏腹に無残な結果となった。演奏評そのものは高く、秀麿もヨーロッパの旧友と再会するなど良い事もそれなりにあったが、一連のゴタゴタ騒ぎはABC響の息の根を止めるには十分であった。なおABC響の名義は受け継ぐ者があり、1960年代半ばまでバレエ公演などに使用されていた。一方、ABC交響楽団の団員は、その多くが直後に創設された読売日本交響楽団に横滑りしている。
ABC響の消滅以後、秀麿は再びフリーの指揮者になり、読売日本交響楽団や大阪フィルハーモニー交響楽団、さらに京都大学交響楽団などプロ・アマ問わず多くのオーケストラを指揮した。1967年にはN響の第484回、第485回定期演奏会に出演。翌1968年にはN響とともに「明治百年記念式典」に出席した。この年の7月には民社党から参議院議員選挙に立候補（京都地方区）したが落選（次点）している。息子の秀健の証言によると「僕は断固反対したんですよ。だけど親父は、公認料が欲しかったんです」という。なお、この時期に読売日本交響楽団を指揮したベートーヴェン、シューベルト、スメタナ、ドヴォルザークなどの作品を録音しており、現在CD化されている。読響初期のコンサートマスターは嘗て離反したシュタフォンハーゲンであったが、関係は良好であった。また1962年には読響でドイツから2年契約で招聘されたオットー・ヴィンターを独奏者としてリヒャルト・シュトラウスのオーボエ協奏曲を、オーケストラ伴奏の完全な形としては日本初演となる演奏を指揮した。
また、これに先立つ1966年には音楽学校設立に関する手形詐欺事件に巻き込まれ、金融業者から手形をだまし取られた上に京都地裁に訴えられ、1966年9月30日、京都地裁で6000万円の損害賠償を命じられた上、1967年には大阪地検特捜部から1000万円の手形詐欺容疑で任意出頭を求められ、最終的に800万円の負債を清算するため東京赤坂の自宅を手放すことを余儀なくされるなど苦難の連続でもあった。1969年には創設されたばかりの日本フルトヴェングラー協会から会長就任を懇願され、引き受け講演も行っている。この講演は、協会盤CDとして聞くことができる。
晩年の演奏活動としては、1970年に初来日したオーボエ奏者ハインツ・ホリガーの伴奏（日本フィル）を行なっており、ダリウス・ミヨーのオーボエ協奏曲はこの時が日本初演であった。
1973年6月2日、前日から世田谷区野毛の新居で就寝中に脳内出血を起こし急死した。74歳没。秀麿が電話に出たら突然ヤクザのような男から「ばかやろう」とどなりつけられ、そのショックで死んだとのうわさもささやかれた。墓所は東京都練馬区桜台の広徳寺。
オーケストラの運営は、自腹でインフラ整備をしたにもかかわらず困難と失敗の連続であったが、亡くなる直前まで指揮活動や後進の指導にあたり、晩年の不遇な事項を別にすれば、「おやかた」の愛称にふさわしい活動を繰り広げた。
秀麿の没後に行なわれた追悼演奏会は、前年に分裂した「日本フィル（日本フィルハーモニー交響楽団）」と「新日本フィル（新日本フィルハーモニー交響楽団）」双方の楽員が、立場を超えて共に演奏した最初の機会であり、これも秀麿の人徳あっての出来事として記憶されている。

## 秀麿のオーケストラ運営

### 新響・近響→ABC響

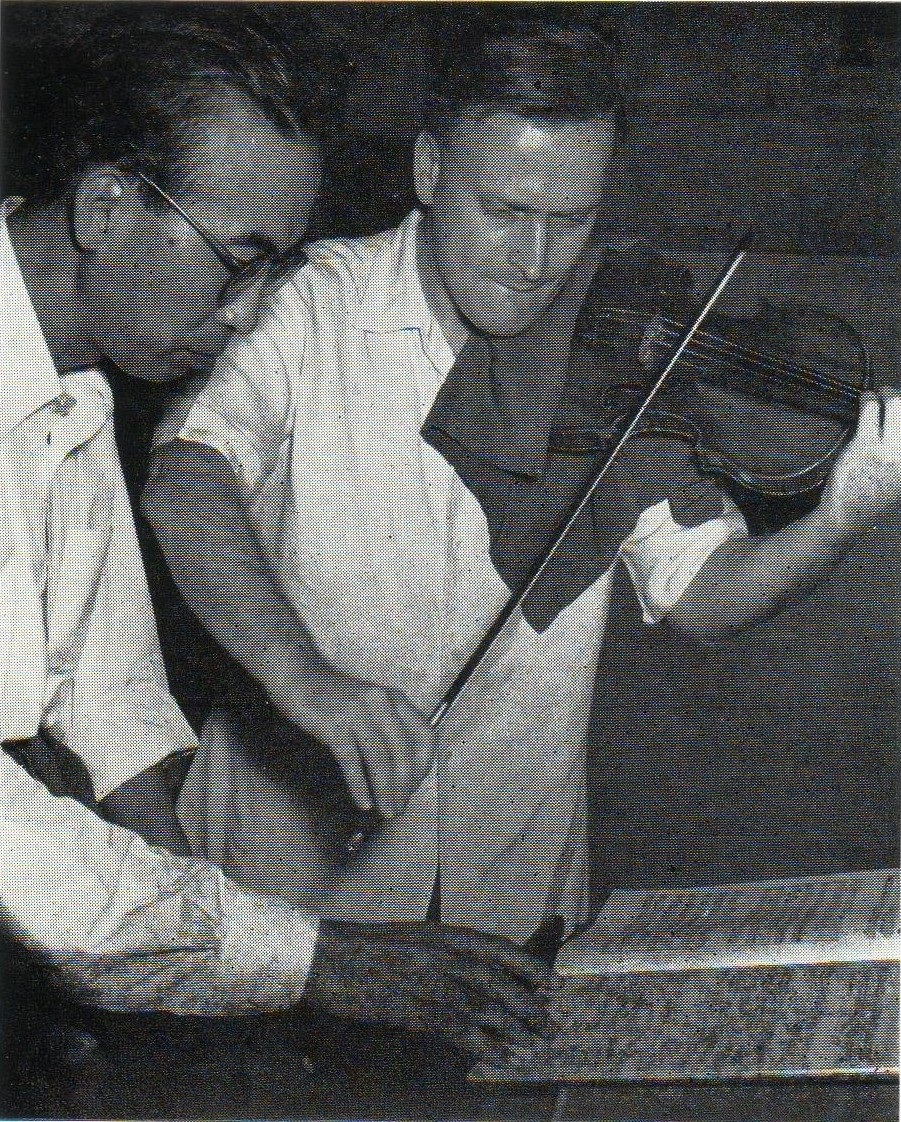
ユーディ・メニューインと秀麿（1951年）

戦前期の新響にせよ戦後の近響（近衞管弦楽団）→ABC響にせよ、秀麿が精魂こめて作り上げたオーケストラはすべて秀麿の手元には残らなかった。
日本交響楽協会分裂・「コロナ事件」・「新響改組事件」には策士・原善一郎が常に絡んでいたし、近響→ABC響では待遇問題や経済的な理由が常につきまとっていた。もっとも、「コロナ事件」で大鉈を振るったことに関しては、理由に違いはあれどアルトゥール・ロジンスキがニューヨーク・フィルハーモニックで行った大リストラに類似性を見出すことは出来る（もっとも、ロジンスキのニューヨーク時代はこの大リストラの影響で短かった）。
己の理想と現実とのギャップに悩まされたのがオーケストラ運営の障害になったのは明らかだが、それ以上に周囲の人間にあまり恵まれなかった面もある。原に関しては朝比奈隆を見出した実績もあるのだが、戦後期の日本フィルを巡るやりとりやABC響でのゴタゴタではあまりにも秀麿に人の運がなかったか、秀麿の人柄を見透かしたかのように秀麿の元から人が離れていった。
秀麿の人柄を「貴族的な冷たさを持っていたがゆえに人がついて行かなかった」と指摘する人もいる一方、晩年期に詐欺事件に巻き込まれた例などをみるに「人が良すぎ、策士や少々いかがわしいプロモーターなどの言葉に気軽に乗ってしまい、結果的に大火傷を負う結果となった」と見る人もいる。このように、秀麿の日本でのオーケストラ運営に関しては様々な見方があるが、秀麿の内弟子であった福永陽一郎は秀麿のオーケストラ運営を次のように語っている。
「近衞秀麿は終生、オーケストラとの関係を不首尾に終わらせている。本来の指揮者としての力量を承認しないものは一人もいなかったが、その対オーケストラの思考の方向は、いつもオーケストラ自体の首肯し難いほうへ進んだ」「天皇家よりも由緒の明確な千年の貴族というものの悲喜劇を、首相だった長兄の文麿公ともども体現した人だったといえる」（福永陽一郎「演奏ひとすじの道」『CONDUCTOR』CONDUCTOR編集部/山崎「秀麿蕩尽録」所収）

### その他
1944年4月に「オルケストル・グラーフ・コノエ」をパリで組織している。秀麿の回想によれば、ヨーロッパ各国の仕事がなくなった楽員やユダヤ系の楽員などをかき集め、主にフランドルを巡演して回ったオーケストラであるが、同年6月のノルマンディー上陸作戦前後に巡演先で解散した。このオーケストラには後にソリストや教授として有名になる人物も在籍していたようだが、「ドイツ寄り」の過去が明らかになるのを恐れ、その事実を伏せているようである。『音楽家近衞秀麿の遺産』によれば、ピエール・ピエルロやジャック・ランスロが在籍していたとある。

## 作品

### 作曲
作曲活動は学生時代から習作を初めかなりの数を作曲していた。プロの音楽家になってからの作曲活動はそれほど活発ではなかったが、童謡『ちんちん千鳥』（詞：北原白秋）やオーケストラのための作品などがある。また法政大学校歌（詞：佐藤春夫）や立命館大学校歌（詞：明本京静）など、校歌の作曲も手がけている。
主な作品
- 「管弦楽のためのアンダンテ」（1917年、「序曲」と同一作品の可能性有）
- 「序曲」（1919年、山田耕筰が演奏）
- 「李太白による酒の歌3首」（ドイツ語訳）
- 「行進曲《前進》」（1921年に海軍軍楽隊が演奏した「行進曲ト長調」と同一作品の可能性有）
- 「日本組曲《あけぼの匂ふ》」（八木梅子作詞）
- 「ちんちん千鳥」「七つ坊主」（以上、北原白秋作詞）
- 「犬と雲」「烏の手紙」「虹」（以上、西條八十作詞）
- 「舟唄」「ふるさとの」「赤穂市立赤穂小学校校歌」（以上、三木露風作詞）
- 「大洪水の前」（有島武郎作詞）
- 「愛媛県民の歌」（洲之内徹作詞）[14]
- 「大礼交声曲」
- 「国民精神の歌」
- 「銃後の女性」
- 「新興日本少女の歌」
- 「戦友の英霊を弔ふ」
- 「天理教青年会会歌（天理中学校校歌、天理高等学校校歌、天理大学学歌）」（明本京静作詞）[15]
- 「法政大学校歌」（佐藤春夫作詞）
- 「立命館大学校歌」（明本京静作詞）
- 「東京都立足立高等学校校歌」
- 「宮崎県立延岡高等学校校歌」
- 「愛媛県立松山東高等学校校歌」
- 「東京都私立高輪中学校・高等学校校歌」（土井晩翠作詞）
- 「東京都世田谷区立緑丘中学校校歌」（佐佐木信綱作詞）
- 「赤穂市立赤穂小学校校歌」（三木露風作詞）

### 編曲
秀麿がデスクワークで重きを置いたのは作曲よりも編曲の分野であった。雅楽『越天楽』のオーケストラへの編曲をはじめ、ベートーヴェンの交響曲全曲、『展覧会の絵』、シューマンの交響曲第3番、シベリウスの交響曲第2番など、オーケストラ楽曲の校訂や楽器の追加・変更などを行った。1946年から1962年にかけて行われた「第九」の編曲は、自筆スコアが保管してあった京都大学交響楽団練習所の火災で失われ、現在は東京の近衞音楽研究所にコピー譜が遺されている。
なお、現在NHKの放送終了時（サインコール時）やオリンピックの表彰式の国歌など公共の場で使用される君が代は、秀麿の編曲によるものである。
晩年、秀麿はNHKの受信料を払わなかった。それはNHKがサインコールに使用した秀麿編曲の君が代の著作権代を支払わなかったからと言われている。
主な編曲作品
- 君が代（オーケストラ版）
- 「越天楽（平調）」 (チェレプニン・コレクション No.6)
- 交響曲全曲（ベートーヴェン）
- 交響曲第3番「ライン」（シューマン）
- 交響曲第2番（シベリウス）
- ピアノ協奏曲第1番（ショパン）
- 大交響曲（弦楽五重奏曲ハ長調D.956。シューベルト）
- 展覧会の絵（オーケストラ版）
- 箏曲「六段」
- 蛍の光（オーケストラ版）

## 栄典
- 1919年（大正8年）1月9日 - 子爵[17]
- 1973年（昭和48年) - 勲三等旭日中綬章（没後追贈）[18]

## 家族・親族
秀麿は2度の結婚の他に「妾」も持っており女性遍歴も派手であった。2人の正式な妻の他に、実子を産んだ女性が少なくとも2人おり、また、終戦後アメリカ軍に抑留された際、尋問で子供の数を聞かれ、しばらく沈黙した後「今何人いたか数えているところだ」と言い放って取調官を沈黙させたように、他にも実子誕生までに至った女性が何人かいるようである。名門貴族の家ならではの複雑な事情が入り混じっている。
一度目の妻
- 毛利泰子（1920年結婚、1956年離婚。文麿の妻・千代子の妹）
  - 長男：秀俊（1921年-1923年9月1日）関東大震災で津波に襲われ死去した。
  - 養子：通隆（1922年-2012年）文麿の次男。1935年10月12日に養子として入籍[19]。
  - 長女：百合子（1922年-）子爵小出英昌と結婚するが1944年に死別。自らも胸を病みながら歌人として生きた。
  - 次女：磨璃子（1926年-）1952年の映画『八幡』（インターナショナル映画）の音楽を担当。1955年5月、ドイツ系アメリカ人の軍人カール・テイレンゼスと結婚したがまもなく死別[20]。

離婚に至った経緯等を秀麿は一切語っていない。離婚騒動は当時のマスコミを賑わすスキャンダルとなり、月刊「読売」に愛人の澤蘭子の手記「愛に破れて」が登場したほか、月刊「青春タイムス」には阿部鞠也の筆名で「実名小説 色魔近衛秀麿」なる暴露小説が登場、この小説には「女から女え（ママ）、肉欲を求めて飽くことを知らぬ世界的名指揮者は、女体に接する毎に、インスピレーションを得る、というのだ。（中略）これぞ、昭和最高の愛欲流転史」というリード文が付けられていた。
二度目の妻
- 長井和子（1933年8月27日-）1956年結婚。近衛管弦楽団の事務を取り扱っていた女性。
  - 四男：長井雅楽（1958年6月21日-、母に従い離籍[27]）幼い頃からチェロを習っており、1972年東京ユース・シンフォニー・オーケストラのスイス演奏旅行に参加する。2017年に父の私物を近衛音楽研究所に寄贈[28]。

愛人
- 坪井文子（1901年7月9日-?）
  - 次男：秀健（作曲家、宮内庁楽部指揮者。1931年2月4日[19][27]-2003年3月31日[29]）
    - 孫：一（1962年2月24日[27]-）ファゴット奏者、一男一女あり[30]
    - 孫：文子（1963年 - ）翻訳者、NHK国際部勤務
    - 孫：大（1967年1月21日[27]-）弁護士

  - 三男：近衞俊健[31]→水谷川忠俊（1935年12月9日-）水谷川忠麿の養子となる。作曲家。山本直純の助手を務めたこともある。
    - 孫：水谷川陽子（ルガーノ在住のヴァイオリニスト）
    - 孫：水谷川優子（ザルツブルクを本拠にするチェロ奏者）

服部時計店創業者服部金太郎とともにヨーロッパを視察したこともある時計商坪井徳次郎の養女。一説には千代子・泰子の実家毛利家の家来筋の家系と言われている。文麿ら近衞本家の影の圧力に負け、秀健と忠俊を産んだ後、経師職人と再婚した。
愛人
- 澤蘭子（1903年-2003年）
  - 三女：曄子（1940年-1945年9月28日）

澤蘭子（本名：松本静子）は元宝塚歌劇団花組娘役で宝塚歌劇団卒業生であり、宝塚歌劇団を退団後に帝国キネマ芦屋撮影所製作のサイレント映画『籠の鳥』に主演して歌川八重子が唄った主題歌と共に一世を風靡した映画女優である。撮影の為にアメリカへ向かう客船の中で偶然に秀麿と一緒になり、艶福家の秀麿を心配した兄・文麿からの「澤蘭子にさわらんこと。」という電報を秀麿が受けたのは有名な話であるが、忠告に反し夫婦同然となった。秀麿の渡欧の際も同行し女児・曄子（日本と中華民国の平和を願って、「日」と「華」が組み合字を使っている）を産んでいる。しかし、秀麿はドイツ陥落後にソ連軍によってシベリアに抑留された蘭子と曄子親子を捨ててさっさと外交特権で先に帰国した為に、曄子は敗戦直後の混乱に因る日本への過酷な引揚げ最中に体調を崩して父祖の地を踏むこともなく5歳で夭折した。蘭子はこのことで戦後に秀麿を告発する投稿、離縁条項の実行を求めて秀麿を告訴している。その後、蘭子は長命で2003年1月11日に満99歳で京都府京都市下京区の知人の産婦人科病院の一室で亡くなった。葬儀は質素なものであった。
愛人
- エルナ・ライセル - 秀麿の滞欧時代の愛人。当時25歳のズデーテン出身のドイツ人女性。雑貨商の娘で、在留邦人相手の娼婦であったともいわれる[33]。

愛人
- 北澤栄（1908年 - 1956年） - ソプラノ歌手、1930年録音のマーラー交響曲第4番終楽章のそぷらの独唱者。

晩年、朝比奈隆に「もうアチラ（女性遊び）のほうはおやめになっては」と切り出され、秀麿は「でも、相手、ヨッ、喜んでおりますよ」と言い、朝比奈を唖然とさせたこともある。

## 系譜

### 近衛家
近衛家は、藤原忠通の子である近衛基実を始祖とし、五摂家の一つであった。

### 皇室との関係
後陽成天皇の男系12世子孫である。後陽成天皇の第四皇子で近衛家を継いだ近衛信尋の男系後裔。

詳細は皇別摂家#系図も参照のこと。

## 彼を取り上げた番組
- NHK BS1スペシャル『戦火のマエストロ・近衛秀麿 〜ユダヤ人の命を救った音楽家〜』（NHK BS1, 2015年8月8日放送）[35]
- 玉木宏 音楽サスペンス紀行 〜亡命オーケストラの謎〜（NHK BS1, 2017年7月29日放送）[36]